# Snooker

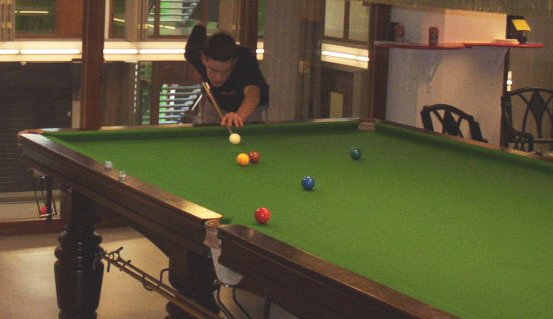
Masa de snooker

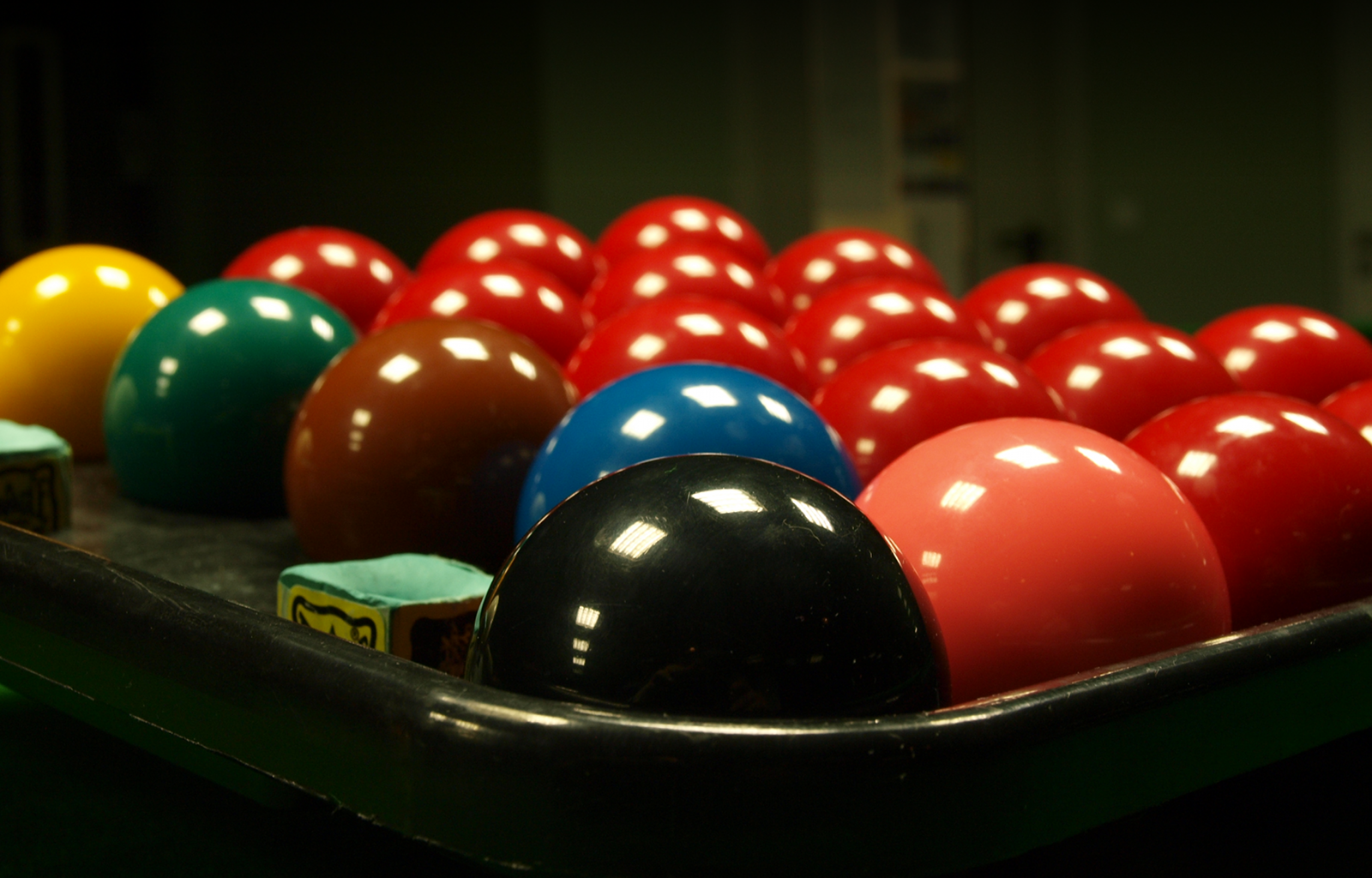
Bilele de snooker

Snookerul este un sport similar cu biliardul. Snookerul este foarte popular în Regatul Unit al Marii Britanii și Irlandei, un interes crescând manifestându-se și în China. Jucătorii profesioniști pot acumula de-a lungul carierei câștiguri de zeci de milioane de lire sterline  Se joacă cu 15 bile de culoare roșie și șase de alte culori diferite.

## Istoria

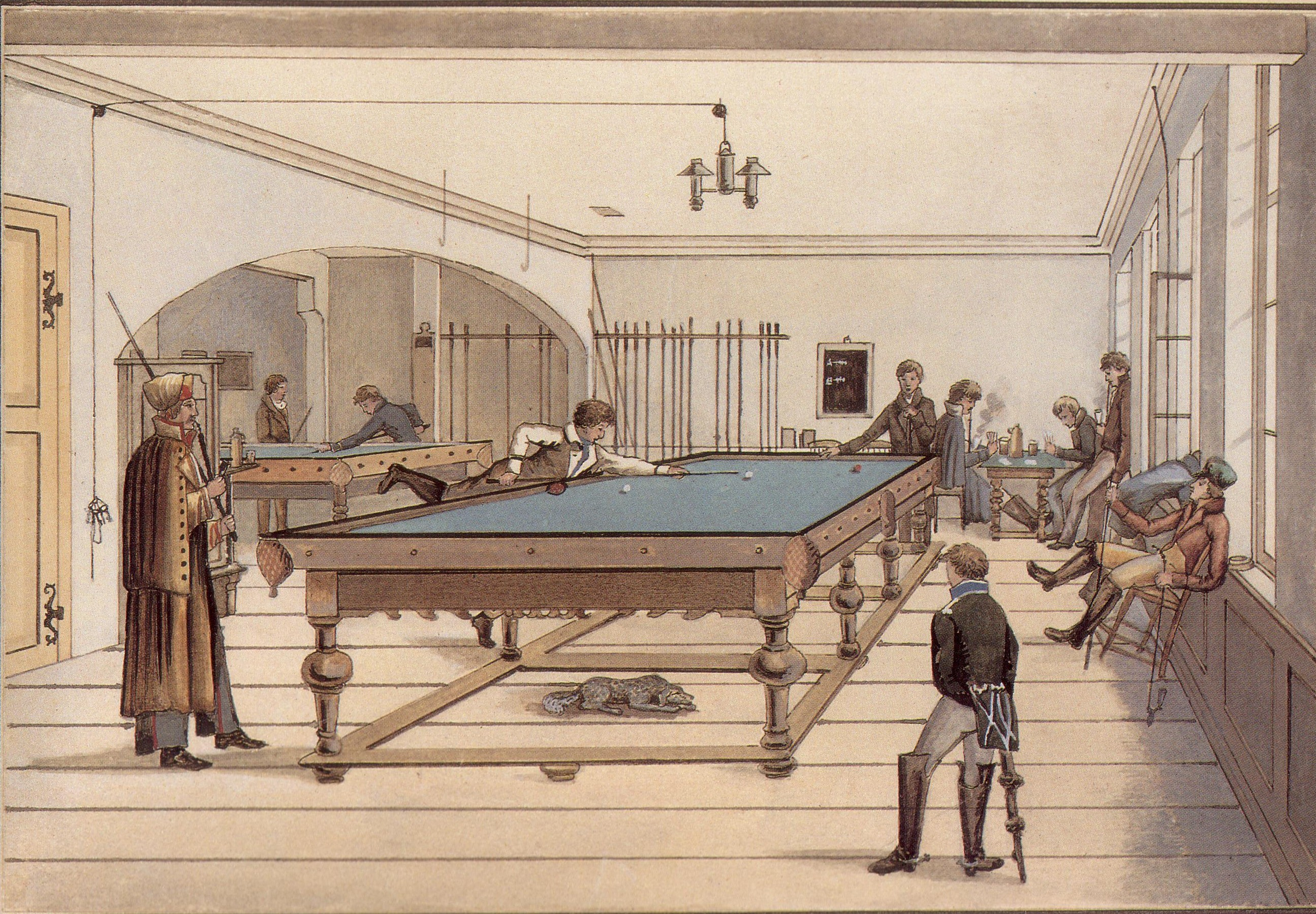
Ilustrație a unui joc de biliard de la începutul anilor 1800

Jocul de biliard datează din secolul XV, dar snookerul este o invenție recentă. În secolul XIX jocurile de biliard erau populare printre ofițerii armatei britanice, staționate în India, iar jucătorii obișnuiau să experimenteze diferitele tipuri ale jocului. Cea mai cunoscută poveste este aceea că la întalnirea ofițerilor în Jabalpur în 1874, sau 1875 colonelul Sir Neville Chamberlain (nici o legătură cu viitorul prim-ministru) a sugerat să se adauge bile colorate la jocurile de biliard. Cuvântul "snooker" însemna, în argoul armatei, militar în primul an (militar în termen). Acesta a fost folosit pentru a desemna începătorii care practicau acest joc, dar a ajuns să desemneze jocul insusi. Campionul britanic la biliard John Roberts a călătorit în India în 1885, unde s-a întâlnit cu Chamberlain, care i-a explicat noul joc, Roberts introducându-l ulterior în Anglia.
Campionatul de snooker datează din 1916. În 1927, Joe Davis, de departe cel mai bun jucător al timpului, a ajutat la organizarea primului campionat mondial profesionist , al cărui premiu a fost de £6.10s (£6.50, aproximativ £200 astăzi). Apoi a câștigat toate campionatele mondiale până in 1946. Trofeul pe care el l-a donat acum mulți ani este și acum decernat campionului mondial.
O dispută între profesioniști și Billiards Association & Control Council (BA&CC, forul conducător al jocului – atunci) a avut ca rezultat participarea a doar doi jucatori la campionatul mondial "oficial" – Horace Lindrum (Australia) l-a învins pe Clark McConachy (Noua Zeelandă). Oricum, profesioniștii au organizat propriul lor Campionat Mondial (numit Professional Match-Play Championship) între 1952-1957, câștigătorii acestei competiții sunt în mare acceptați ca fiind Campioni Mondiali. Cu toate aceste numele lui Lindrum este cel inscripționat pe trofeu.
Snookerul a suferit un declin între anii 50 și 60, atât de mult încât nici un turneu nu a mai fost ținut din 1958 până în 1963. În 1969, BBC-ul, pentru a demonstra posibilitățile noii televiziunii în culori, a lansat un nou turneu de snooker, numit Pot Black. Jocul, având masa verde și bilele colorate în diverse culori, a captat interesul publicului și programele au depașit așteptările.
În 1976 snookerul a devenit sport profesionist. Clasamentele mondiale au fost introduse în 1977. Banii proveniți din acest joc și un nou tip de jucător, în persoana tânărului Steve Davis, au ieșit la iveală. Primul break maxim de 147 într-un turneu televizat a fost reușit de Davis împotriva lui John Spencer în turneul Lada Classic în 1982. Primul break de 147 la Campionatul Mondial (Crucible, Sheffield) a fost reușit de canadianul Cliff Thorburn. Jucătorii de top au devenit milionari în lire sterline. A fost până și un cântec comic despre snooker în topurile pop: Snooker Loopy, de Chas & Dave.
Vârful anilor de aur ai snookerului a fost poate Campionatul Mondial din 1985, când 18.5 milioane de oameni (o treime din populatia Regatului Unit) l-au urmarit pe BBC, pe Dennis Taylor ridicând cupa după o întâlnire mamut împotriva lui Davis, care s-a încheiat cu introducerea ultimei bile, mult după miezul nopții.
Snookerul rămâne foarte popular în Regatul Unit, numai fotbalul fiind mai urmărit la TV de către britanici.

## Regulile jocului
Jocul se desfășoară între doi jucători, sau, uneori, între două echipe de câte doi jucători.

Masa de snooker cu bilele în pozițiile lor de start

 Snookerul se joacă pe o masă dreptunghiulară, 3569 mm x 1778 mm, acoperită cu un postav special de biliard. Masa este prevăzută cu 6 buzunare, în cele patru colțuri și la mijlocul celor două laturi lungi.
Pe masă sunt plasate, la începutul fiecărui joc, 22 bile, ca în figura alăturată. Există:
- 15 bile roșii, valorând câte un punct fiecare,
- 6 bile, numite bile colorate, astfel: o bilă galbenă, valorând 2 puncte, una verde (3 puncte), una maro (4 puncte), una albastră (5 puncte), una roz (6 puncte) și o bilă neagră (7 puncte).
- o bilă albă.

Jucătorii lovesc, pe rând, bila albă, cu ajutorul unui băț numit tac. Scopul jocului este introducerea bilelor roșii și a celor colorate în buzunare, conform cu regulile jocului, și obținerea unui punctaj mai mare decât cel obținut de adversar. Dacă un jucător execută o lovitură corectă și introduce una sau mai multe bile în buzunare, el rămâne la masă și execută următoarea lovitură (și următoarele, dacă și acestea sunt reușite). Dacă jucătorul execută o lovitură legală, dar nu introduce nici-o bilă în buzunar, adversarul său execută lovitura următoare. Dacă jucătorul comite un fault (engl. foul), de exemplu bila albă nu atinge nicio altă bilă, atinge întâi o bilă ce nu era permis să fie jucată în acea lovitură sau introduce în buzunar bila albă sau o bilă nepermisă, jucătorul pierde rândul la masă și este penalizat prin acordarea adversarului unui număr de puncte cuprins între 4 și 7.
La prima lovitură a jocului, precum și la prima lovitură la venirea la masă după o lovitură a adversarului, jucătorul trebuie să joace o bilă roșie
(bila țintă este bila roșie). Aceasta înseamnă că prima bilă lovită de bila albă trebuie să fie o bilă roșie și că în buzunar este permis să ajungă doar bile roșii (este permis să intre mai multe bile roșii în aceeași lovitură). Dacă lovitura este corectă și introduce cel puțin o bilă roșie, la următoarea lovitură jucătorul trebuie să aleagă și să joace una dintre cele 6 bile colorate (bila țintă este aleasă de jucător dintre bilele colorate). Dacă și această lovitură este corectă și bila țintă este introdusă în buzunar, bila colorată este repusă pe masă, de către arbitru, pe poziția inițială, iar jucătorul continuă cu o lovitură la o bilă roșie, apoi o nouă bilă colorată, ș.a.m.d.
După introducerea legală a ultimei bile roșii, jucătorul ce a efectual lovitura alege și joacă o bilă colorată ; în caz de succes, acea bilă este repusă normal pe masă. În continuare (indiferent dacă lovitura la bila colorată a fost cu succes sau nu), trebuie jucată bila colorată de valoarea cea mai mică (bila galbenă). La introducerea acesteia în buzunar, ea nu mai este repusă pe masă, lovitura următoare jucându-se la bila de valoarea cea mai mică rămasă pe masă. Astfel, la încheierea jocului, bilele colorate se joacă în ordinea: galben, verde, maro, albastru, roz, negru. La introducerea bilei negre, jocul se încheie cu victoria jucătorului care a obținut mai multe puncte (dar vezi și secțiunea finalul jocului, mai jos).
Un meci constă în unul sau mai multe jocuri (engl. frame) independente. Fiecare joc începe cu bilele așezate pe masă în configurația inițială (vezi figura alăturată) și durează până la încheierea lui, de regulă prin terminarea bilelor sau prin cedarea lui de către unul dintre jucători.

### Jocul din D
La începutul jocului, la finalul la bila neagră, introducerea bilei albe în buzunar sau după „aruncarea” acesteia în afara mesei (ultimele două cazuri constituie fault), bila albă este (re)pusă pe masă în interiorul D-ului marcat pe masă. În această situație, jucătorul ce urmează să execute lovitura poziționează, cu mâna, bila albă oriunde dorește în interiorul D-ului, după care lovește bila astfel poziționată cu tacul.

### Repoziționarea bilelor colorate
Dacă o bilă colorată este introdusă în buzunar sau „sare” de pe masă (cu excepția cazului că este introdusă legal la finalul jocului, fiind bila colorată cea mai puțin valoroasă de pe masă), arbitrul o repoziționează înainte de următoarea lovitură. Bila este repoziționată:
- de preferință, pe punctul ei (punctul ocupat în configurația inițială), fără a atinge vreo altă bilă de pe masă
- dacă punctul este ocupat, se va repoziționa pe punctul de valoare maximă disponibil
- dacă toate punctele sunt ocupate, se va repoziționa pe linia ce pleacă de la punctul bilei spre partea superioară a mesei (opusă D-ului), cât mai aproape de punctul ei, fără a atinge vreo altă bilă
- dacă nu mai are loc până la manta superioară, bila se va poziționa cât mai aproape de punct pe linia spre manta inferioară a mesei.

Dacă mai multe bile colorate trebuie repoziționate după o lovitură, ele vor fi repoziționate începând cu bila de valoare maximă.

### Touching ball

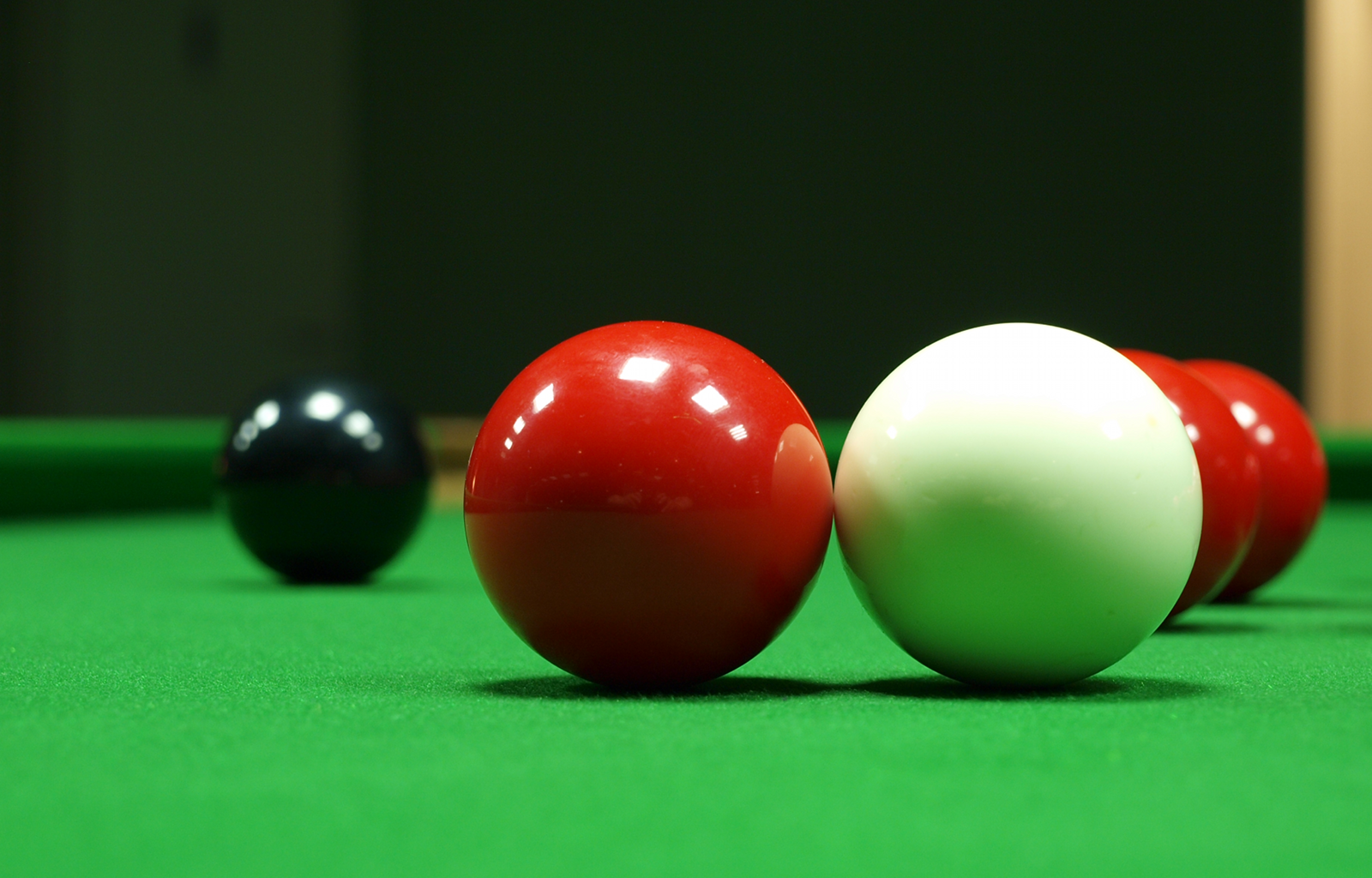
Touching ball

Dacă, după o lovitură, bila albă se oprește atingând o bilă ce poate fi bilă țintă la următoarea lovitură, arbitrul anunță touching ball. În acest caz, următoarea lovitură nu poate fi jucată spre acea bilă (ar fi lovitură condusă).
În schimb, dacă bila aflată în contact cu bila albă este nominalizată ca bilă țintă (sau este obligatoriu bilă țintă), jucătorul poate să joace în așa fel încât să nu atingă nicio bilă cu bila albă - se consideră că deja a atins bila țintă.

### Faulturi
Sunt sancționate ca fault următoarele situații:
- bila albă nu lovește nicio bilă;
- prima bilă atinsă de bila albă nu este o bilă țintă; în caz de prim contact simultan cu mai multe bile, este fault dacă una dintre bile nu este bilă țintă;
- este introdusă (și) o altă bilă decât bila țintă;
- contactul dintre vârful tacului și bila albă durează mai mult, timp în care bila albă își începe mișcarea sau lovește o altă bilă (lovitură împinsă)
- bila albă sare peste o altă bilă, înainte de-a atinge bila țintă
- o bilă „sare” de pe masă
- jucătorul creează un snooker în spatele bilei nominalizate ca free ball
- bila albă este lovită de mai multe ori (înainte de oprirea tuturor bilelor și eventuala repoziționare, după lovitura precedentă);
- bila albă este lovită cu altceva decât vârful tacului
- jucătorul lovește cu tacul sau atinge o bilă roșie sau colorată
- jucătorul execută o lovitură fără a avea cel puțin un picior pe podea
- jucătorul utilizează bile din afara mesei în orice scop sau utilizează obiecte pentru a măsura spațiul dintre bilele de pe masă

În cazul unui fault, adversarul jucătorului ce a comis faultul primește un număr de puncte egal cu maximul dintre 4, valoarea bilei țintă și valorile bilelor implicate în fault. În cazul în care jucătorul trebuia să aleagă o bilă colorată și nu a nominalizat-o înainte de comiterea faultului, precum și în cazul în care utilizează o bilă din afara mesei sau un obiect pentru a măsura distanțe, penalizarea este de 7 puncte.
Bilele colorate introduse în buzunare sau aruncate de pe masă în urma unui fault sunt repuse pe masă, pe punctele lor. Bilele roșii, în schimb, rămân în afara mesei. Apoi, adversarul jucătorului care a comis faultul poate, la alegere, să joace el sau să ceară adversarului să joace din poziția rezultată.

### Fault și ratare
Dacă bila albă nu atinge nicio bilă sau atinge întâi o altă bilă decât bila țintă, arbitrul consideră că jucătorul nu a făcut tot posibilul pentru a juca legal și diferența de punctaj dintre jucători este mai mică decât numărul de puncte ce se poate obține cu bilele de pe masă, atunci arbitrul anunță fault și ratare (engl. foul and a miss). În acest caz, adversarul jucătorului ce a comis faultul poate să-l oblige pe acesta să joace din nou din aceeași poziție. În acest caz, arbitrul repune bilele în poziția din care s-a jucat lovitura. In cazul în care jucătorul ce a comis faultul are de introdus o bila colorata, poate să joace altă lovitură (sa declare alta bila decat cea declarata la lovitura anterioara), respectiv poate nominaliza altă bilă colorată ca bilă țintă. Daca este la bilele rosii, de asemenea, poate juca la o bila rosie diferita de cea la care a jucat la lovitura anterioara.
IMPORTANT: Pragul de declarare a unui fault ca fiind "fault si ratare" in functie de numarul de puncte disponibil pe masa:
1. In cazul în care numarul de puncte disponibile pe masa este mai mare decat diferenta de puncte dintre cei doi jucatori, arbitrul poate aprecia un fault ca fiind "fault si ratare" in orice situatie în care considera ca bila putea fi teoretic atinsa de jucatorul aflat la masa. In acest caz adversarul poate cere refacerea pozitiei dinaintea executarii loviturii, poate cere ca jucatorul sa joace din nou din pozitia rezultata, sau sa aleaga sa joace el din pozitia rezultata.
NOTA: aprecierea arbitrului va tine cont si de capacitatea individuala a jucatorului, demonstrata pe parcursul jocului sau din notorietatea acestuia, daca este cazul. In acest sens un arbitru poate aprecia pentru un jucator bun sau foarte bun un fault ca fiind "cu ratare", insa pentru un jucator cu mai putina experienta, talent si iscusinta, doar fault.
2. In cazul în care dupa efectuarea loviturii diferenta de puncte dintre cei doi jucatori devine mai mare decat numarul de puncte disponibile pe masa (inclusiv daca devine egala!), arbitrul NU VA DECLARA "fault si ratare" ci doar "fault". In acest caz adversarul decide daca continua el sau jucatorul aflat la masa.
3. In cazul în care inainte de efectuarea loviturii diferenta de puncte dintre cei doi jucatori este mai mare decat numarul de puncte disponibile pe masa si (cu jucatorul aflat in avantaj aflat la rand) de pe urma unui fault diferenta de puncte devine mai mica sau egala decat numarul de puncte disponibile pe masa (jucatorul aflat in avantaj comite fault), arbitrul NU VA DECLARA "fault si ratare" ci doar fault.
NOTA: Din acest moment ne aflam in situatia "1", respectiv de la urmatoarea lovitura se porneste cu numar de puncte disponibile pe masa mai mare sau egal decat diferenta dintre jucatori.

### Free ball
Dacă, în urma unui fault, bila albă nu are traiectorie directă spre ambele margini ale niciuneia dintre bilele eligibile ca bilă țintă, arbitrul anunță free ball. Totuși, nu se anunță free ball dacă traiectoria bilei albe spre cel puțin una dintre bilele roșii este blocată numai de alte bile roșii.
Dacă arbitrul a anunțat free ball și adversarul jucătorului ce a comis faultul decide să joace din poziția rămasă, atunci acesta poate nominaliza oricare dintre bilele colorate ca free ball. Bila astfel nominalizată:

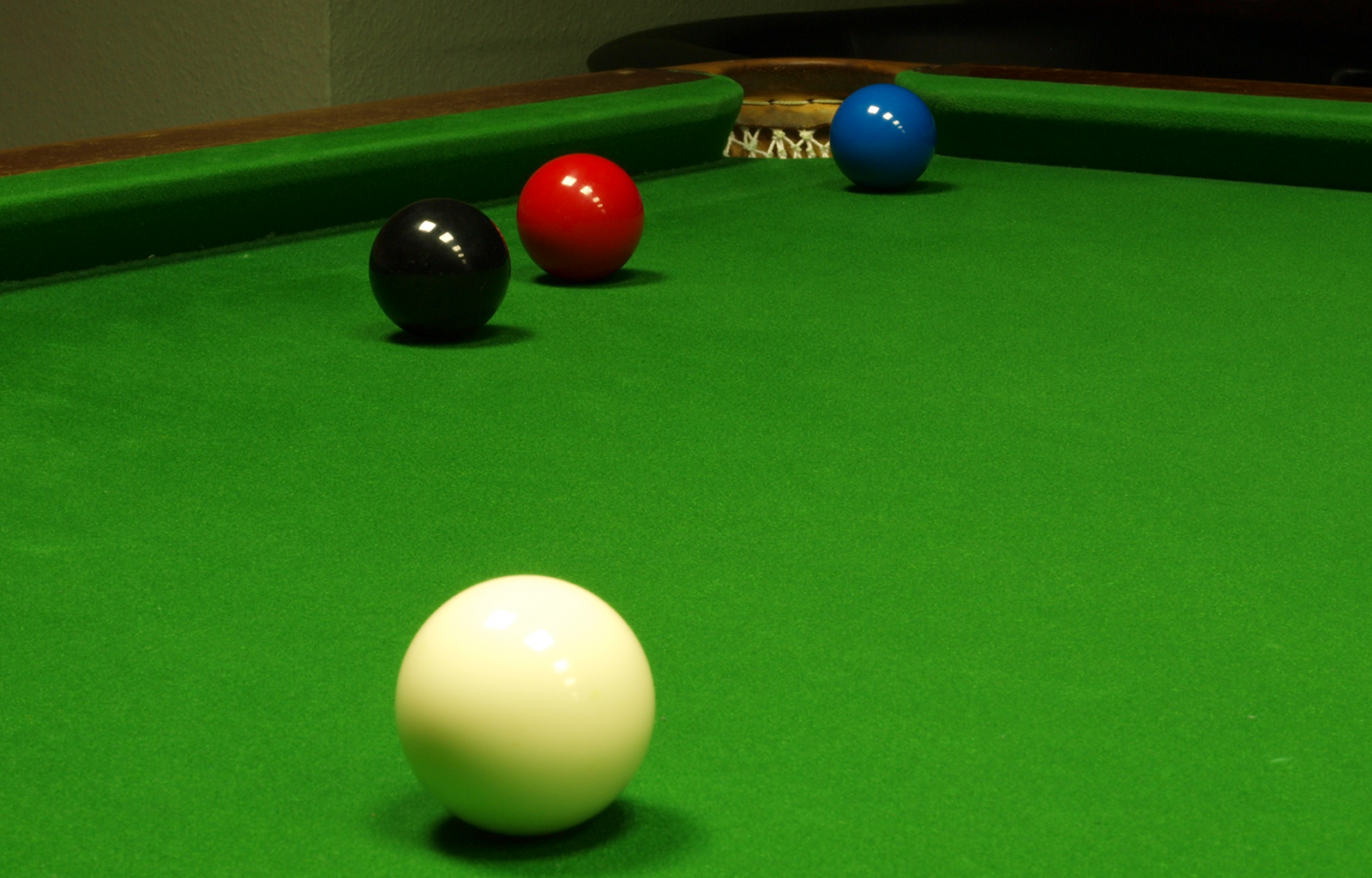
Free ball

- trebuie să fie prima bilă atinsă de bila albă, eventual simultan cu bila țintă normală;
- poate fi introdusă legal în buzunar;
- dacă este introdusă în buzunar, valorează cât bila țintă normală în acea lovitură (1 punct dacă mai există bile roșii pe masă, respectiv valoarea bilei colorate de valoare minimă din acel moment de pe masă)
- dacă este introdusă în buzunar, este repoziționată pe punctul ei după lovitură
- situatia de free ball este singura care permite introducerea bilei fata de care jucatorul se afla in snooker cu ajutorul bilei nominalizate sau dupa ce bila alba o atinge pe cea nominalizata. In acest caz, daca bila fata de care jucatorul se afla in snooker este introdusa, ea nu se repozitioneaza (in cazul în care este una colorata), si daca se introduc atat bila nominalizata cat si cea fata de care jucatorul era in snooker, se repozitioneaza doar cea nominalizata, acordandu-i-se jucatorului punctele celei fata de care se afla in snooker (asadar nu este fault, desi se introduc doua bile colorate, sau una colorata si una rosie).
- dupa oricare din situatiile descrise mai sus, jocul isi reia ordinea fireasca de la care s-a deviat prin free ball, adica:

1. daca bila nominalizata a fost jucata si introdusa in locul unei bile rosii, jucatorul primeste 1 punct si la rand este o bila colorata
2. daca bila nominalizata a fost jucata si introdusa in locul uneia colorate (nu mai sunt rosii pe masa), jucatorul primeste punctele bilei colorate in locul careia s-a jucat bila nominalizata. Aceasta este repozitionata si la rand este bila colorata cu valoarea cea mai mica. Acelasi lucru este valabil si in cazul în care se introduce bila fata de care jucatorul se afla in snooker (cu ajutorul sau dupa atingerea intai a bilei nominalizate). In cazul în care se introduc ambele bile se repozitioneaza doar cea nominalizata.
Nu este permisă jucarea unui snooker în spatele bilei nominalizate ca free ball, adică plasarea bilei albe în așa fel încât traiectoria directă spre oricare dintre potențialele bile țintă să fie blocată mai întâi de bila aleasă ca free ball, decât dacă pe masă nu mai există decât bila roz, bila neagră și bila albă.

### Scorul și încheierea jocului
La o lovitură legală, jucătorul primește un număr de puncte egal cu valoarea bilei (sau suma valorilor bilelor) introduse în buzunar.
În cazul unui fault, jucătorul ce a comis faultul nu primește niciun punct pentru bilele introduse în acea lovitură, chiar dacă unele dintre ele au fost introduse înaintea producerii faultului. În schimb, adversarul primește un număr de puncte egal cu valoarea faultului.
Jocul se încheie, în mod normal, în următoarele situații:
- dacă unul dintre jucători cedează jocul. Jocul poate fi cedat numai de jucătorul aflat la masă și numai dacă diferența de scor între jucători, în acel moment, este mai mare decât numărul maxim de puncte ce poate fi obținut, teoretic, din bilele aflate în acel moment pe masă (considerând că, după fiecare bilă roșie s-ar juca bila neagră și că nu s-ar produce faulturi).
- dacă rămâne doar bila neagră pe masă (după introducerea legală a bilei roz),

diferența de punctaj între jucători este 8 puncte sau mai mare, iar jucătorul care conduce dorește încheierea jocului;
- dacă, rămânând doar bila neagră pe masă, aceasta este introdusă legal în buzunar sau se comite un fault.

Dacă, la finalul jocului, este introdusă bila neagră sau se comite un fault încercându-se introducerea acesteia și scorul devine egal în urma acestei lovituri, se procedează la un final la bila neagră: bila neagră se repune pe punctul ei, bila albă se plasează în interiorul D-ului și se trage la sorți care dintre jucători să execute prima lovitură. Apoi jucătorii lovesc pe rând, până ce bila neagră este introdusă în buzunar sau se comite un fault. În cazul unui meci la care contează punctajele cumulate, finalul la bila neagră se joacă doar la ultimul joc al meciului, în caz de egalitate a scorului cumulat.
Jocul se mai poate încheia:
- dacă unul dintre jucători este sancționat de trei ori consecutiv cu fault și ratare din aceeași poziție și având cel puțin o bilă jucabilă direct (fără a fi necesară o lovitură cu manta);
- dacă unul dintre jucători trage de timp la efectuarea unei lovituri sau are conduită nesportivă, și continuă acest comportament după avertismentul din partea arbitrului.

Dacă jocul ajunge într-o poziție „blocată”, din care nu mai progresează, arbitrul poate decide refacerea poziției inițiale și rejucarea jocului de la scorul 0-0 și cu același jucător la deschidere.

## Forul conducător
Asociația Mondială Profesionistă de Biliard și Snooker (WPBSA), fondată în 1968, este forul conducător pentru acest joc profesionist. Auxiliarul său, World Snooker, organizează turneele profesioniste. Sediul se află la Bristol, Anglia.
Jocurile de amatori sunt organizate de Federația Internațională de Biliard și Snooker (IBSF).

## Turnee
Cel mai important eveniment din snookerul profesionist este Campionatul Mondial, organizat anual din 1927 (excepție făcând perioada 1958-1963). Turneul s-a desfășurat la Teatrul Crucible din Sheffield (Anglia) din 1977. 
Grupa turneelor care vin imediat ca importanță sunt turneele cu puncte. Participanții la aceste turnee adună puncte în clasamentul mondial.  
A treia grupă ca importanță o reprezintă turneele pe bază de invitație, la care participă jucătorii clasați cel mai bine in clasamentul internațional.

## Jucători importanți
- Joe Davis
- Fred Davis
- John Pulman
- Stephen Hendry
- Steve Davis
- Ray Reardon
- Ronnie O'Sullivan
- John Higgins
- Mark Williams
- John Spencer
- Mark Selby
- Walter Donaldson
- Alex Higgins